# ۲۷۷ (پیش از میلاد)
۲۷۷ (پیش از میلاد) ۲۷۷مین سال قبل از تقویم میلادی است.